# Base navale de Baltiïsk
La base navale de Baltiïsk est une base navale russe utilisée comme quartier général par la flotte de la Baltique de la Marine russe.

## Historique
C'est l'unique port de la mer Baltique qui reste libre de glace toute l'année. 
Le 7 avril 2024, lors de la guerre russo-ukrainienne, le Serpoukhov (ru), corvette de la Classe Bouïan est incendié par une attaque ukrainienne alors qu'il se trouvait au mouillage dans la base.

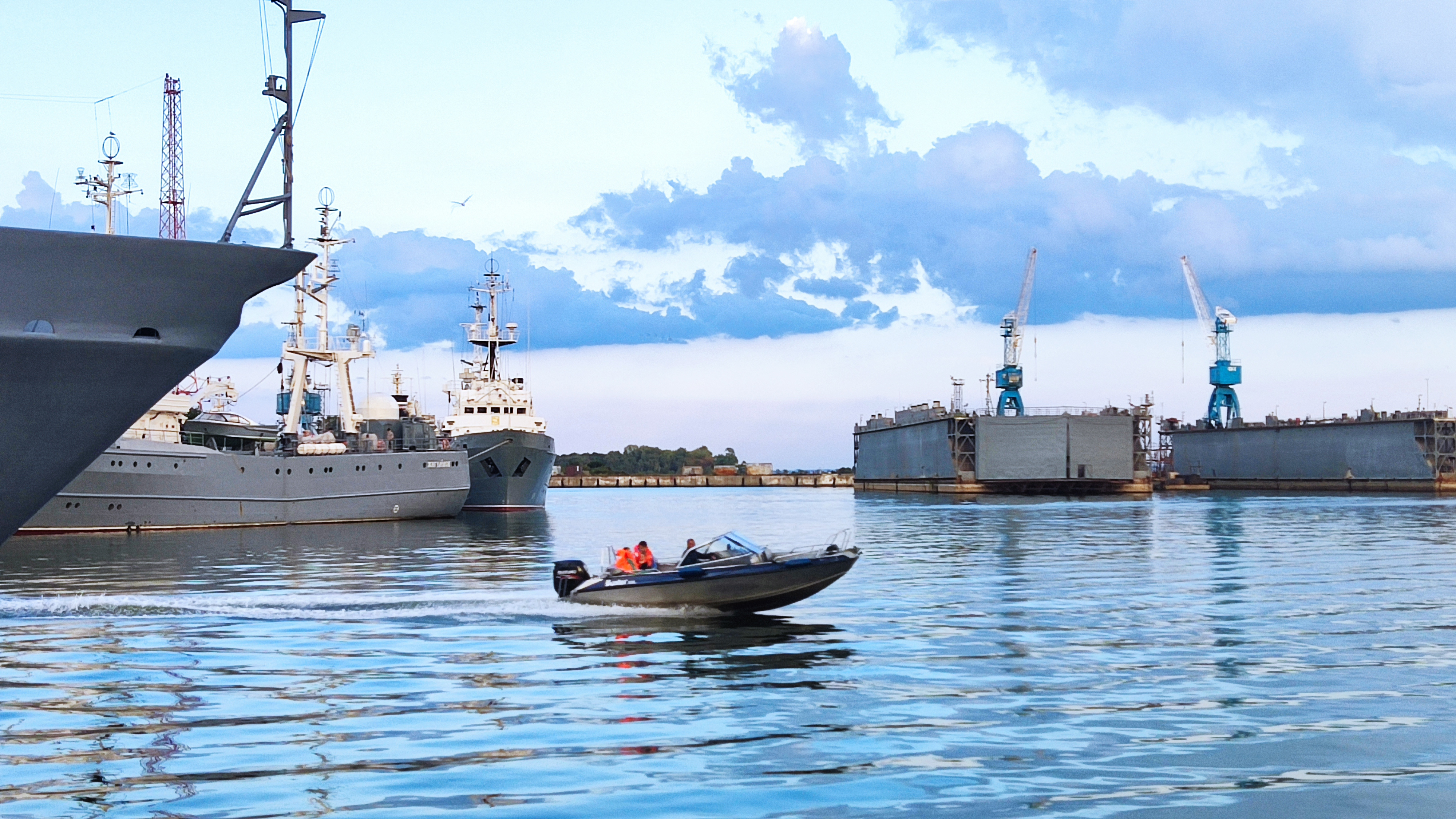
Docks flottants au port.
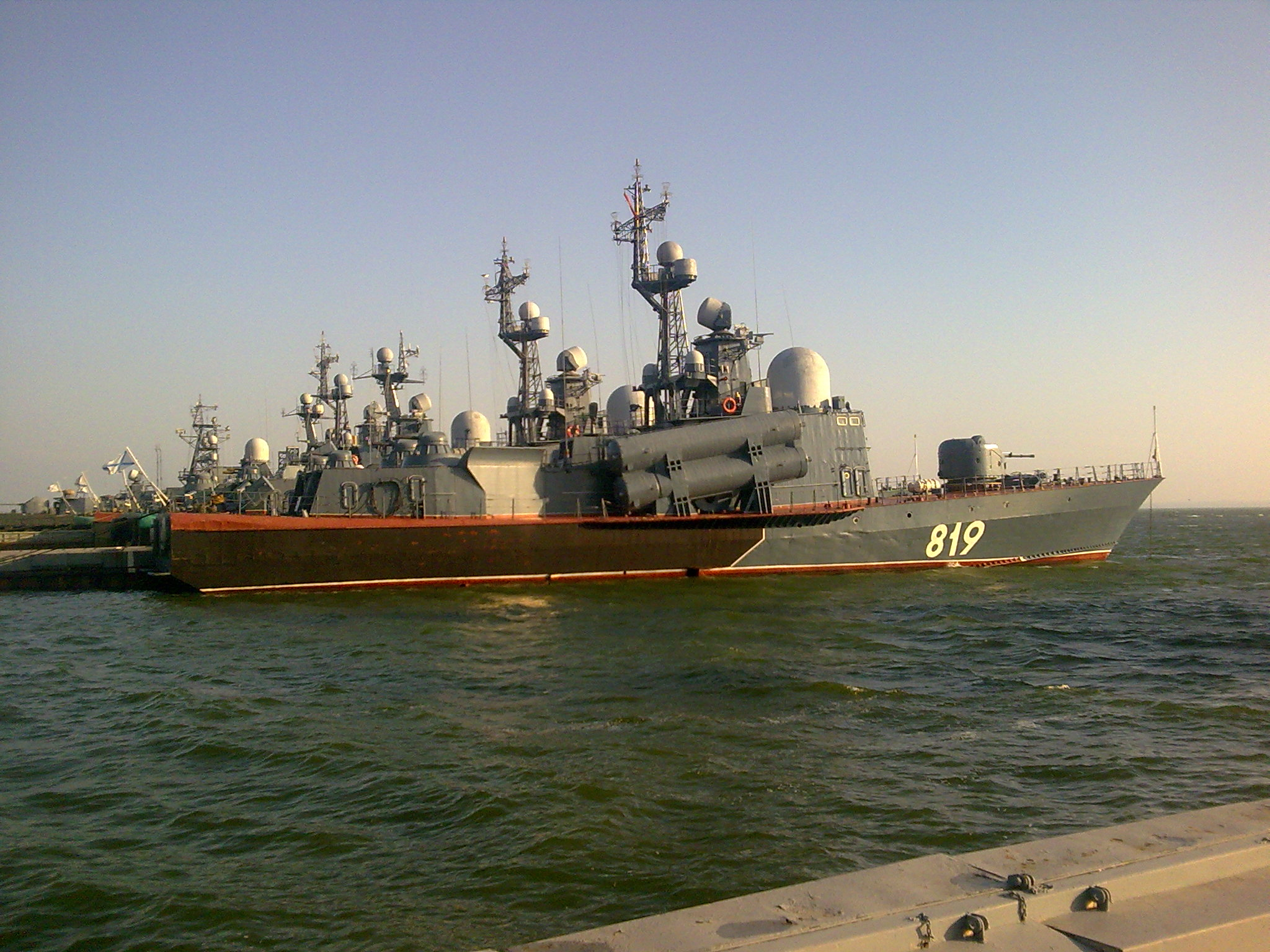
Le R47
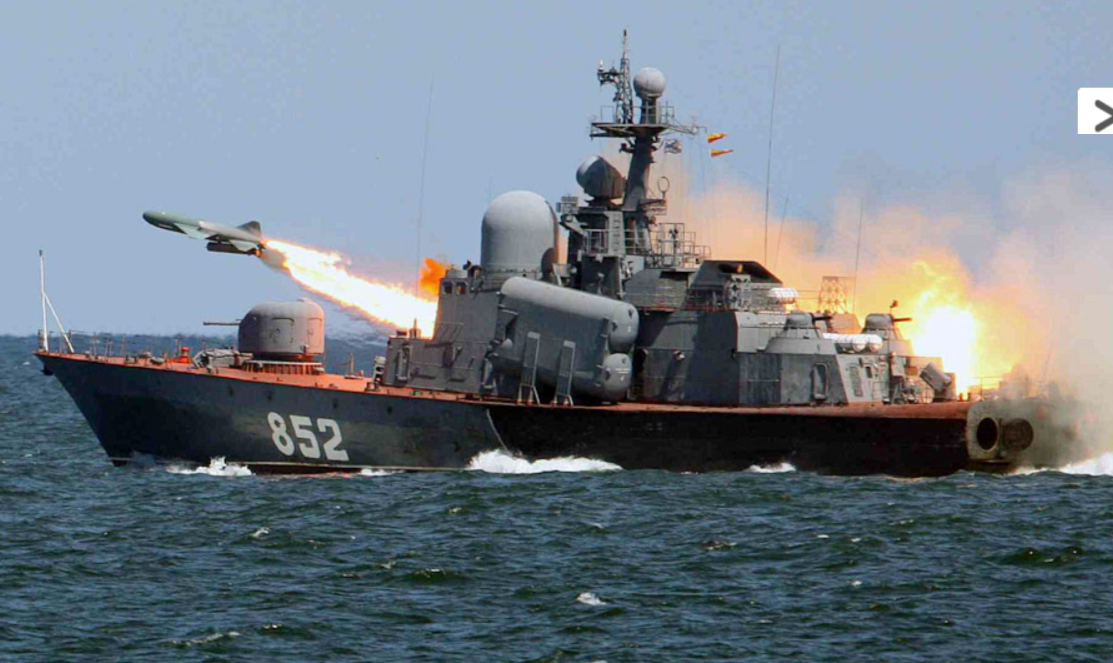
Le R187
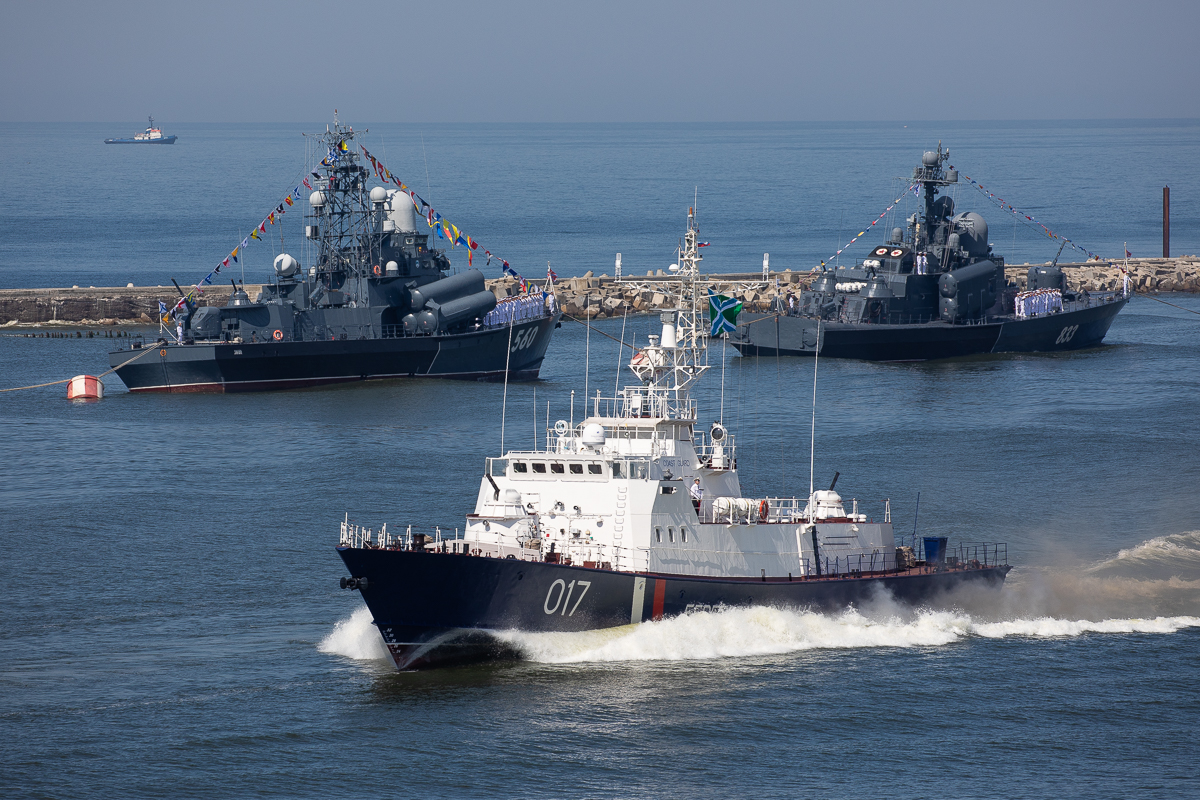
Le «Зыбь»(?) n° 560, Р-257 n° 833 et R-257 de la 36e brigade.

## Unités
Y sont basés, entre autres, en 2008 : 
- la 36e brigade de bâtiments lance-missiles,
- la 64e brigade de navires de sécurité maritime,
- la 54e brigade de navires de sauvetage,
- la 128e brigade de navires de surface,
- la 72e division de navires de reconnaissance.

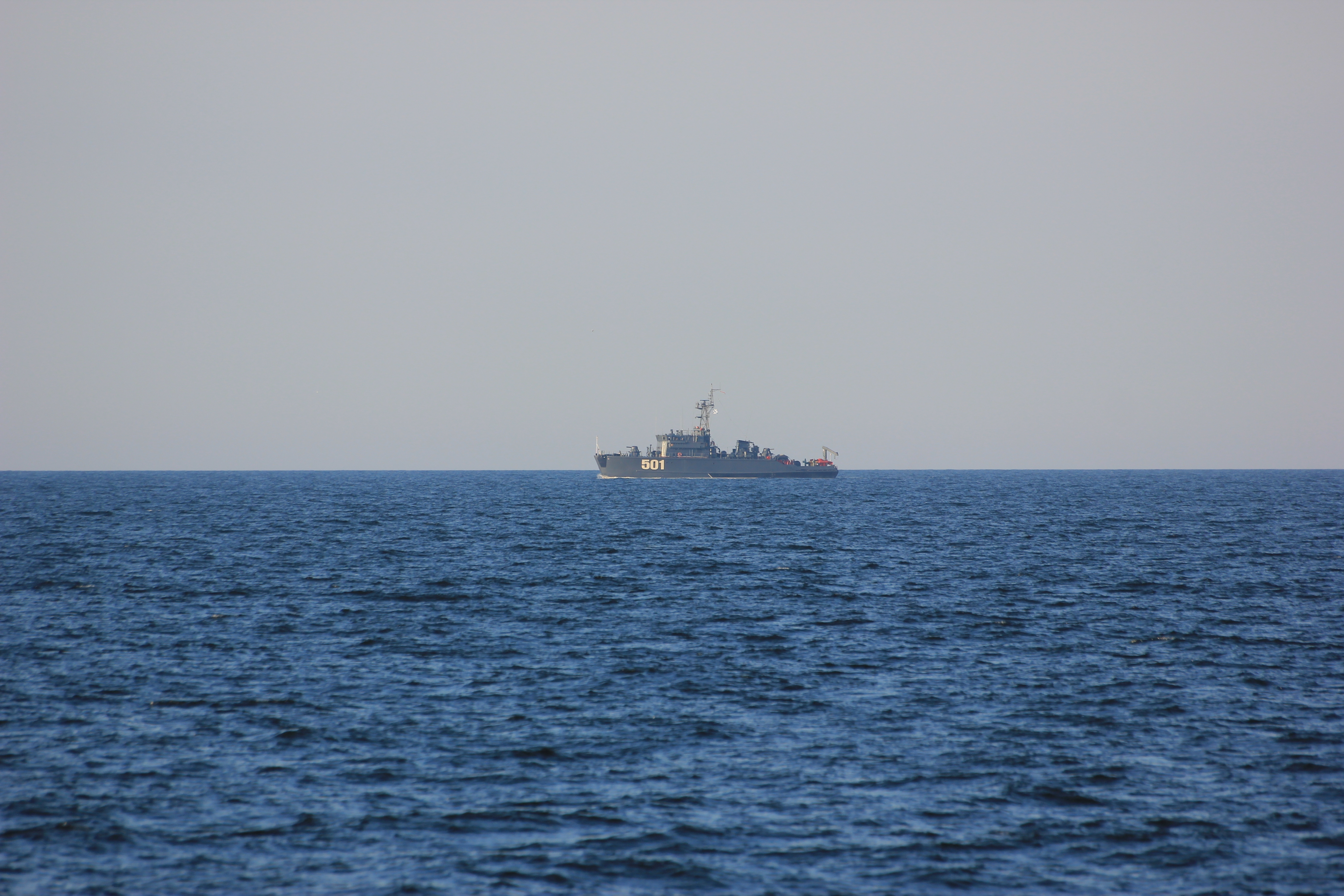
Le BT 212, n°501, Classe Sonya de la 64e brigade.
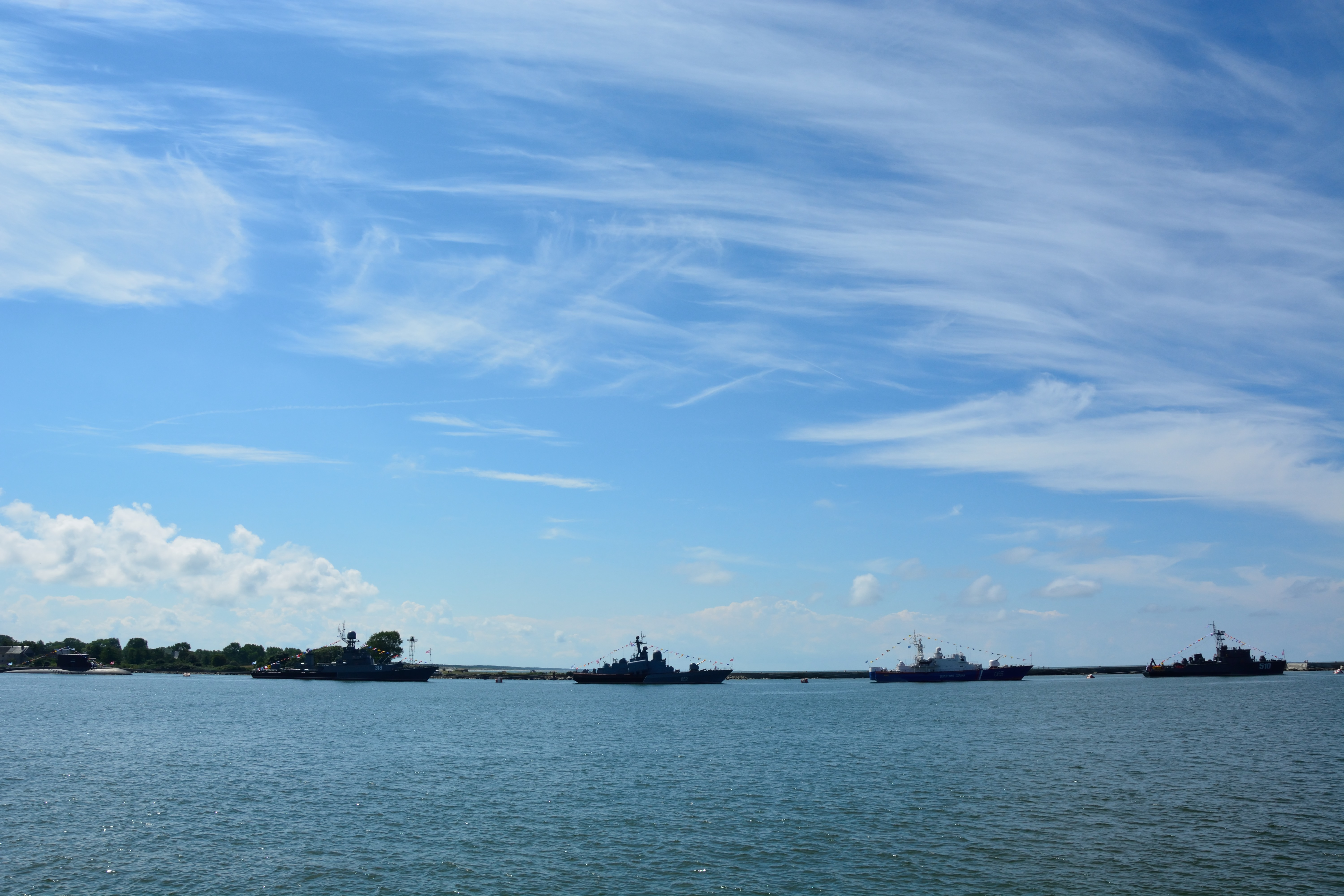
Les n° 318, 510, 65, 852 et un sous marin.
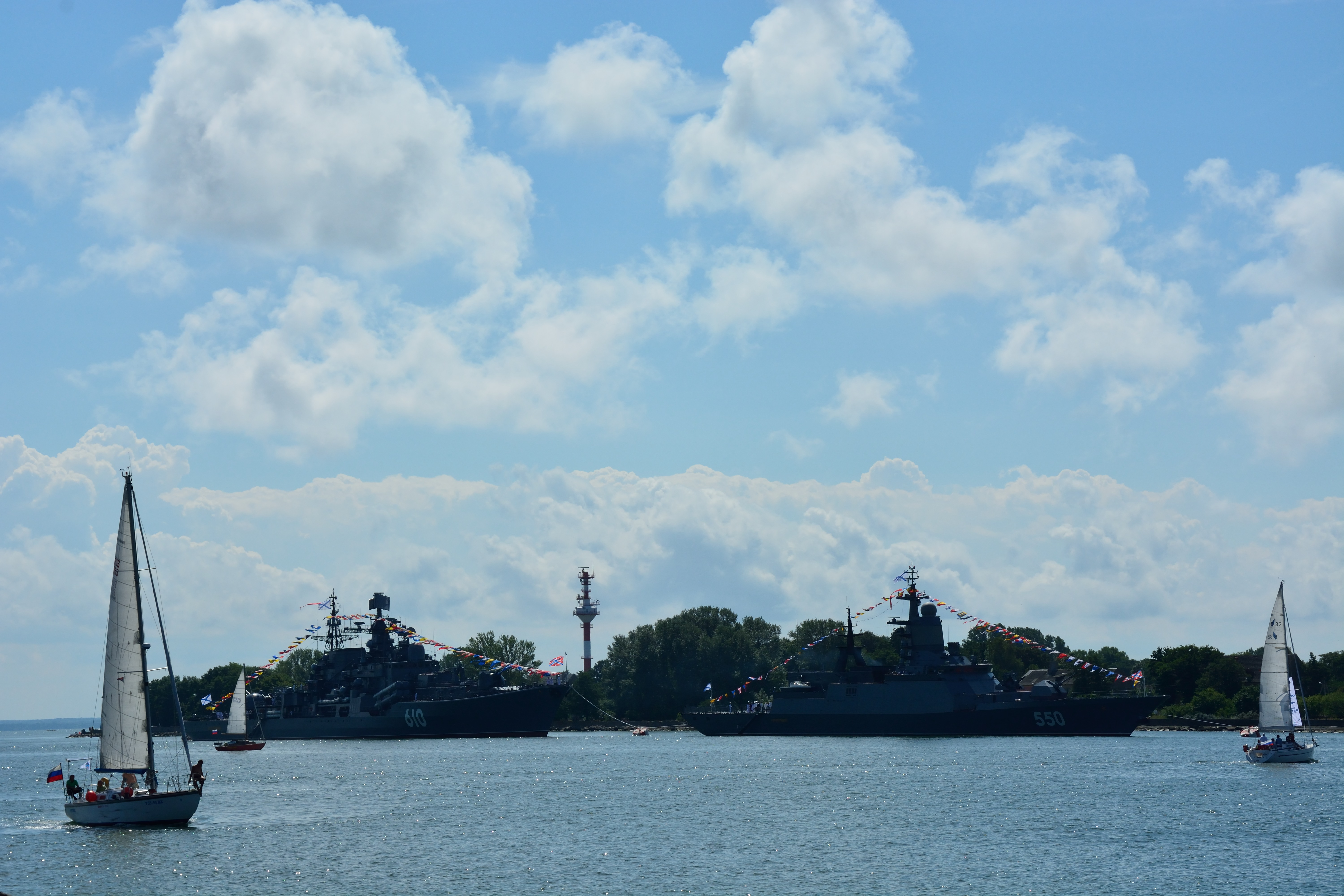
Le Nastoïtchivy et le Steregouchtchi.

## Commandants
De 2012 à 2015 : Igor Ossipov